# Талпа, Борис Васильевич
Талпа Борис Васильевич (род. 23 июля 1952 года, Ростов-на-Дону) — советский и российский геолог, кандидат геолого-минералогических наук, старший научный сотрудник, доцент.

## Биография
Борис Васильевич Талпа родился 23 июля 1952 года в Ростове-на-Дону в семье военного лётчика. После окончания ростовской средней школы № 91 в 1969 году поступил на геолого-географический факультет Ростовского государственного университета, который окончил в 1974 году. Начиная со второго курса университета, занимался научной работой, возглавил научное студенческое общество геолого-географическоко факультета и возглавлял его на протяжении 15 лет, организовывал научные студенческие экспедиции и конференции.
В 1972 года работал лаборантом кафедры минералогии и петрографии, был переведен на индивидуальный план обучения и под руководством профессора В. И. Седлецкого стал специализироваться в направлении «литология глинистых отложений юга России»
С 1972 года по 1974 год совмещал научную работу и учёбу и к окончанию курса обучения в Ростовском государственном университете был автором 2 статей и соавтором двухтомной монографии. В 1976 году поступил в аспирантуру и в 1980 году защитил кандидатскую диссертацию на тему «Литология мезозойско-кайнозойских отложений глинистых отложений центральной части Северного Кавказа в связи с прогнозированием глинистого сырья».
В 1986 году стал старшим научным сотрудником. Борис Васильевич Талпа провёл десятки научных экспедиций на Северном Кавказе, Нижнем Дону, в Восточной Туркмении, Крыму, Поволжье, Центральной России. За это время им совместно с Н. И. Бойко была разработана новая методика прогнозирования неметаллических полезных ископаемых, которая была апробирована в Министерстве геологии РСФСР и была принята для выполнения на всей территории РСФСР. В результате работ по этой методике на юге России было выделено 186 прогнозных площадей для постановки геолого-разведочных работ. В пределах первоочередных площадей были разведаны Мишокское месторождение известняков для сахарной промышленности, месторождения мраморизованных известняков для облицовки зданий и сооружений в Краснодарском крае, республиках Адыгее, Дагестане, Карачаево-Черкессии, Северной Осетии, цементного сырья в Краснодарском крае, Карачаево-Черкессии и Чеченской республик, Адербиевское, Гойтхское, Пшадское, Николаевское и другие месторождения глинистого сырья. Эти месторождения являются минерально-сырьевой базой крупнейших цементных, кирпичных, керамзитовых заводов на юге России.
В 1986 году Борис Васильевич Талпа был назначен руководителем вновь созданной на кафедре минералогии и петрографии Ростовского государственного университета «Лаборатории технологической минералогии и новых видов минерального сырья». Им была обоснована и утверждена концепция создания в Ростовском государственном университете школы «Технологической минералогии». Он участвовал в Первом и последующих Всесоюзных совещаниях по «Технологической минералогии».
Активизация экономики России после 1998 года привело к востребованности научных разработок Б. В. Талпа. Активно внедряется технология гиперпрессования в России (производство элитного высокопрочного светложгущегося безобжигового кирпича). Б. В. Талпа сотрудничает в этом направлении с испанской фирмой «Hiperpress». По его разработкам построено 19 кирпичных заводов на территории России (Норильск, Новосибирск, Курган, Челябинск, Липецк, Сочи, Анапа и другие). Эти разработки защищены патентами и авторскими свидетельствами:
- Талпа Б. В., Синюшин Ю. С., Перевозкин Ю. Л., Ривина В. Я., Славгородский Н. Д. Обсыпочный материал для керамических форм оболочек по выплавляемым моделям. Авторское свидетельство № 1419788, зарег. 1.05.1988
- Талпа Б. В., Бурлаков Г. С., Котляр В. Д., Козлов А. В. Сырьевая смесь для изготовления искусственного пористого заполнителя. Патент № 2002714, зарегистрировано 15.11.1993
- Талпа Б. В и др. Патент № 70188 на полезную модель «Строительное изделие на основе кремнистых пород», керамический кирпич из кремнистой породы, известняка, шамота, ПАВ. Заявка 2007102594/22, Приоритет 23 января 2007 года. Зарегистрировано в Государственном реестре полезных моделей Российской Федерации 20 января 2008 года.
- Талпа Б. В и др. Патент № 72479 на полезную модель «Строительный кирпич», прессованный кирпич из кремнистой породы и опоки. Заявка 2007132492. Приоритет 28 августа 2008 года. Зарегистрировано в Государственном реестре полезных моделей Российской Федерации 20 апреля 2008 года.
- Талпа Б. В и др. Патент на изобретение № 23003020 «Керамическая масса». Опубликовано 20.07.2007 Бюл. № 20. Заявка 2005116592. Зарегистрировано в Государственном реестре патентов Российской Федерации 21 февраля 2008 года.
- Талпа Б. В., Котляр В. Д., Бондарюк А. Г. Патент на изобретение № 2373167. Сырьевая смесь для изготовления безобжиговых изделий, 2009.
- Талпа Б. В., Котляр В. Д., Бондарюк А. Г. и др. Патент на полезную модель № 84299 (заявка № 2009105372). Технологическая линия для производства керамических материалов. 2009.
- Талпа Б. В., Котляр В. Д., Бондарюк А. Г. и др. Патент на полезную модель № 84300 (заявка № 2009105386). Технологическая линия для производства керамических материалов. 2009.

В 2009 году совместно с архитектурны институтом для проведении научной деятельности и рационального использования лабораторного оборудования был создан Центр коллективного пользования «Строительные инновации», где Б. В. Талпа был назначен заместителем директора.
В 2012 году по разработке Б. В. Талпа и его ученика д. т. н. В. Д. Котляра впервые в мире на использовании кремнистых пород для производства эффективного светложгущегося кирпича был построен кирпичный завод в Новочеркасске.
С 2019 года Борис Талпа активно участвует в экспедициях кафедры физической географии, экологии и охраны природы Института наук о Земле Южного федерального университета, где занимается исследованиями солёных и пресных озёр южных регионов России
Как преподаватель Б. В. Талпа разработал ряд авторских курсов («Техногенные месторождения», «Минерагения осадочных формаций», «Технологическая минералогия» и другие). Является соавтором двух учебников с грифом Минвуза России «Концепции современного естествознания», переиздававшихся 13 раз в Ростове-на-Дону и 3 раза в Москве. Опубликовано более 200 научных работ, защищены более 20 патентов и авторских свидетельств на изобретения.

## Коллекции
- Коллекция осадочных пород для кабинета «Литологии» с комплектом учебных фотографий.
- Коллекция песков со всего мира (более 1200 образцов с островов Тихого, Индийского, Атлантического и Северного Ледовитого океанов, Южной и Северной Америк, Европы, Африки, Азии, Австралии, Океании и Антарктиды)[4][5][6].
- Коллекция старинных кирпичей с клеймами и исторических кирпичей без клейм более 1500 шт. (Имеются раритетные кирпичи из Карнакского храма, Египет, 4000 лет, Карфагена, Индии, Китай-города, Помпей, Рима, Вены, Лондона, Сиенны, Ливорно, Риги, Санкт-Петербурга, Валаамского монастыря, Восточной Пруссии, Казанского, Астраханского, Ярославского и Свияжского Кремлей и другие)[7][8][9].

Б. В. Талпа побывал в 42 странах мира (Бразилия, Индонезия, Таиланд, Египет, Турция, Испания, Франция, Британия, Германия, Италия, Польша, Венгрия, Австрия, Швеция, Финляндия, страны бывшего СССР и другие). Из путешествий он привозит образцы горных пород и минералов, пополняя коллекции.
В 2021 году Борис Талпа выпустил "Энциклопедию старинных кирпичей и черепицы из собрания музея «Кирпичная библиотека».

## Научные публикации

### Монографии
- Бойко Н. И., Талпа Б. В., Власов Д. Ф., Голиков — Заволженский И. В., Седлецкий В. И. Справочник по месторождениям неметаллических полезных ископаемых Краснодарского края. Часть 1 — строительные материалы. — Издательство РГУ, 1975
- Бойко Н. И., Седлецкий В. И., Талпа Б. В. Прогнозирование неметаллических полезных ископаемых на Северном Кавказе / Отв. ред. А. Н. Резников, Сев.-Кавк. науч. центр высш. шк. — Ростов н/Д : Изд-во Рост. ун-та, 1986. — 254 с.
- Энциклопедия старинных кирпичей и черепицы из собрания музея «Кирпичная библиотека» / Б. В. Талпа; Южный федеральный университет. — Ростов-на-Дону; Таганрог: Издательство Южного федерального университета, 2021. — 432 с. ISBN 978-5-9275-3771-6

### Учебные пособия
- Самыгин С. И., Голубинцев В. О., Зарубин А. Г., Любченко В. С., Минасян Л. А., Талпа Б. В., Колодницкая О. А., Штомпель Л. А. Концепции современного естествознания // учебное пособие для студентов гуманитарных и экономических специальностей высших учебных заведений / Ростов-на-Дону, 2009. Сер. Высшее образование.
- Тюрина Т. А., Талпа Б. В. География. Иллюстрированная минералогия // Учебно-методическое пособие для иностранных слушателей, обучающихся по дополнительным образовательным программам гуманитарной и экономической направленности / Ростов-на-Дону, 2016.
- Котляр В. Д., Талпа Б. В., Лапунова К. А., Мальцева И. В. Сырьевые материалы для производства строительной керамики и портландцемента // Учебное пособие / Ростов-на-Дону, 2017.

### Научные статьи
- Sedletskiy V. I., Agarkov Y. V., Boyko N. I., Talpa B. V. SILICITES OF THE NORTHERN CAUCASUS AND THEIR UTILIZATION // International Geology Review. 1990. Т. 32. № 10. С. 1051—1059.
- Kasprzhitsky A., Lazorenko G., Yavna V., Talpa B. MINERALOGICAL CHARACTERIZATION OF BENTONITE CLAY FROM MILLEROVO FIELD // Clays, Clay Minerals and Laeyered Materials — CMLM2013. Book of Abstracts Second International Conference. 2013. С. 83.
- Талпа Б. В. Безобжиговый кирпич из техногенного карбонатного сырья Юга России // Строительные материалы. 2003. № 11. С. 50-51.
- Талпа Б. В. Перспективы развития минерально-сырьевой базы для производства светложгущейся стеновой керамики на Юге России // Строительные материалы. 2014. № 4. С. 20-23.
- Талпа Б. В. Техногенные ресурсы угольного ряда Восточного Донбасса и перспективы их использования в керамической промышленности // Строительные материалы. 2018. № 8. С. 58-62.
- Федоров Ю. А., Гарькуша Д. Н., Трубник Р. Г., Талпа Б. В. Гидрохимия группы солёных озер Ставропольского края // Известия высших учебных заведений. Северо-Кавказский регион. Серия: Естественные науки. 2018. № 4 (200). С. 100—106.
- Бойко Н. И., Седлецкий В. И., Талпа Б. В. Состояние и перспективы минерально-сырьевой базы промышленности строительных материалов Краснодарского края, «Известия СКНЦ ВШ», серия естест. наук, 1974, № 1.
- Талпа Б. В., Овсепян А. Э. Роль армянских промышленников в развитии кирпичных производств Юга Российской империи // Журнал «Строительные материалы» № 8, 2020 г. С. 59-65.
- Талпа Б. В., Котляр А. В. Камневидные глинистые породы Восточного Донбасса — перспективное сырье для производства стеновой керамики // Актуальные проблемы наук о Земле. Сборник трудов научной конференции; Южный федеральный университет. Ростов н/Д: Издательство Южного федерального университета: 2015. С. 49-51.
- Талпа Б. В., Котляр А. В. Особенности аргиллитоподобных глин Юга России как сырья для производства клинкерного кирпича. Актуальные проблемы наук о Земле. Сборник трудов научной конференции; Южный федеральный университет. Ростов н/Д: Издательство Южного федерального университета: 2015. С. 51-53.
- Талпа Б. В., Котляр А. В., Терехина Ю. В. Минералоготехнологические особенности литифицированных глинистых пород и перспективы их использования в качестве сырья для производства строительной керамики // Строительные материалы. 2017. № 4. С. 8-11.[15][16].